# Louis Antoine Léon de Saint-Just
Saint-Just (25 de agosto de 1767, Decize, (Nièvre) - 28 de julho de 1794, Paris) foi um aspirante a literato, pensador e político revolucionário francês.
Foi eleito para a Convenção em 05 de setembro de 1792, e votou pela execução do Rei. Seu discurso em favor da execução do monarca é considerado um dos mais importantes e eloquentes do processo, e foi determinante para a condenação de Luís XVI.  Em 30 de maio de 1793 foi eleito membro do Comitê de Salvação Pública, onde se destaca como um dos líderes. Nesta fase, desenvolve teorias sobre o governo revolucionário, e se torna um dos defensores da política do Terror. Foi denunciado no tribunal da Convenção dos Girondinos, e pelos extremistas e moderados de seu próprio partido, os Montanheses. Depois, encarregado da reorganização do exército, fez ali um extraordinário trabalho. Toda a sua ação política visava criar uma "democracia" de pequenos proprietários, de trabalhadores e artesãos, fiéis à República. Foi guilhotinado em 28 de julho de 1794.
Por sua intransigência durante o período de Terror, foi apelidado "arcanjo do Terror" e "arcanjo da Revolução".

## Biografia
Filho de Louis Jean de Saint-Just de Richebourg (1716-1777), um capitão da cavalaria, condecorado com a ordem de Saint-Louis, e de Marie-Anne Robinot (1736-1791), filha de um notário. Saint-Just tinha duas irmãs mais novas, Louise-Marie-Anne de Saint-Just de Richebourg e Marie-Françoise-Victoire de Saint-Just de Richebourg.
Depois de frequentar a escola de sua pequena cidade, Saint-Just foi internado de 1779 a 1785 no colégio Saint-Nicolas des Oratoriens em Soissons (agora colégio Saint-Just), um estabelecimento tombado onde seu tio e seu pai já haviam estudado e onde ele se aproxima de filhos da classe rica e dominante da província.
Depois de ter fugido da casa materna para ir a Paris após uma discussão, ele foi internado em uma casa correcional, na rue de Picpus, de setembro de 1786 a março de 1787, após uma lettre de cachet obtida contra ele por sua mãe. O episódio da casa de correção provavelmente influenciou seu poema Organt, uma crítica à monarquia absoluta e à Igreja, às vezes de caráter pornográfico e na tradição cínica, publicado na primavera de 1789.
Depois tornou-se escrivão do procurador Maître Dubois de Soissons, matriculou-se em outubro de 1787 na Faculdade de Direito de Reims, que Brissot e Danton já tinham frequentado, antes de retornar no ano seguinte a Blérancourt, onde permaneceu até setembro de 1792.

## Vida política
Saint-Just assiste aos primeiros movimentos da Revolução Francesa em Paris, depois parte para se juntar à família em Blérancourt, onde se torna tenente-coronel da guarda nacional em julho de 1789. O contato com a população rural contribui para a sua formação como homem político e ele acaba por se envolver com os problemas locais.
Revolucionário de caráter exaltado, participa da Festa da Federação, em 1790, e faz parte do cortejo que escoltou Luís XVI, após a sua tentativa de fuga.
Conhece Robespierre, para quem escreve uma primeira carta em agosto de 1790, e acaba por tornar-se um dos seus partidários mais próximos. Junto com Couthon, eles formam o "triumvirat" mais temido durante a Revolução Francesa. Assim como Robespierre, Saint-Just é fascinado pela cultura greco-romana (de onde se origina a ideia de democracia e a República).
Eleito deputado em 1791 na Assembleia Legislativa, recusam-lhe o direito de assumir o cargo em função de sua idade (24 anos). Eleito em 1792 para a Convenção, onde ele é o caçula, ele se torna rapidamente um de seus principais oradores. No processo contra Luís XVI, ele profere as célebres frases: "Não se pode reinar inocentemente" e "Todo rei é um rebelde ou um usurpador".
Sua retórica impecável, inspirada em Rousseau, e seu rigor contra os inimigos da Revolução fazem dele não só a voz dos Montanha mas, na sequência, do Comitê de Salvação Pública, contra os Girondinos. Ele acaba por tornar-se um dos articuladores da queda dos dantonistas e dos hebertistas.
Durante a crise de Thermidor, ele tenta, com Barère, restabelecer o consenso dentro dos comitês, organizando a reunião do 5 Thermidor (calendário revolucionário). Nesta ocasião, ele é incumbido de ler um relatório diante da Convenção, sobre as horas que sacudiram o governo revolucionário. Mas o discurso de Robespierre diante da Assembleia, no 8 Thermidor, acelera o desfecho da crise.
No dia seguinte, ele é interrompido logo no início de seu discurso, por Tallien e a prisão de seu grupo é decretada. Libertado graças à insurreição de Paris, ele é preso pelas tropas fiéis à Convenção na manhã de 10 Thermidor e é guilhotinado com os principais partidários de Robespierre, à tarde, sem direito a julgamento.

## Obras
L'Esprit de la Révolution et de la Constitution de France (1790 – 1791). Nesta obra, Saint-Just expõe suas reflexões sobre a Revolução Francesa e a base das ideias que ele desenvolvera em 1792. O texto que fez sucesso no meio político, de acordo com as palavras de Bertrand Barère, é uma defesa da monarquia constitucional. Além disso, é notória a influência que Montesquieu e Rousseau tiveram sobre estes pensadores revolucionários.
- Les Fragments d'institutions républicaines (1793 – 1794).
- Du droit social ou principes du droit naturel (De la Nature, de l'état civil de la cité ou les règles de l'indépendance du gouvernement -1791-1792).
- Arlequin-Diogène, peça de teatro (1787).
- Organt, poema (1787-1789).

#### Coleções completas
- Oeuvres de Saint-Just, représentant du peuple a la Convention Nationale Œuvres de Saint-Just, précédés d'une notice historique sur sa vie] editado por Adolphe Havard, Paris, 1834. (em francês)
- Œuvres complètes de Saint-Just em dois volumes editados por Charles Vellay, Paris, 1908. (em francês)
- Œuvres complètes, editado por Michèle Duval, Paris, 1984. (em francês)
- Œuvres complètes, editado por Anne Kupiec e Miguel Abensour, Paris, 2004. (em francês)